# Eleccions legislatives belgues de 2019
El 26 de maig de 2019 es van celebrar eleccions federals a Bèlgica, juntament amb les eleccions europees i regionals del país. Els 150 membres de la Cambra de Representants van ser triats en onze circumscripcions plurinominals.

## Antecedents
A principis de desembre de 2018 l'oposició del partit governamental Nieuw-Vlaamse Alliantie (N-VA) al Pacte Mundial per a les Migracions va provocar la seva sortida del govern i els altres tres partits (Mouvement Réformateur (MR), Christen-Democratisch en Vlaams (CD&V) i Open Vlaamse Liberalen en Democraten (Open Vld)) van continuar breument com a gabinet minoritari fins que el primer ministre Charles Michel del Mouvement Réformateur (MR) va dimitir el 18 de desembre de 2018. Com que les eleccions estaven programades per al maig de 2019, el gabinet en minoria va continuar de manera provisional fins a les eleccions.

## Sistema electoral
Els 150 membres de la Cambra de Representants de Bèlgica, repartits en 62 escons de parla francesa i 88 escons de parla neerlandesa, sense escons de la regió de llengua alemanya. Els diputats són elegits en les 11 circumscripcions que formen les deu províncies i Brussel·les, amb entre 4 i 24 escons. Els escons s'assignen mitjançant el mètode D'Hondt, amb un llindar electoral del 5% per circumscripció.

## Resultats
El partit d'extrema dreta Vlaams Belang (VB) va experimentar un ressorgiment a Flandes, i amb la Nova Aliança Flamenca (NVA), els partits que subscriuen el separatisme i el nacionalisme flamencs van obtenir gairebé el 50% dels vots a Flandes. La coalició «sueca» de N-VA, CD&V, Mouvement Réformateur (MR) i Open Vlaamse Liberalen en Democraten (Open Vld) va perdre més d'una quarta part dels seus escons, el pitjor càstig governamental en vint anys. A més, es van produir guanys per al Partit dels Treballadors de Bèlgica (PVDA-PTB), d'extrema esquerra, i el partit verd Ecolo a Valònia. En conjunt, els partits tradicionals van sofrir pèrdues en totes dues regions.
| 88,38% | ' |

| 88,38% | ' |

## Conseqüències
Charles Michel del MR va seguir al capdavant del govern de manera provisional fins al 27 d'octubre de 2019, quan fou nomenat President del Consell Europeu sent rellevat per Sophie Wilmès també del MR fins que l'1 d'octubre de 2020 Alexander De Croo de l'Open Vld va assumir el càrrec de primer ministre amb el govern de coalició del seu partit, l'Open Vld amb el MR, els socialistes de Flandes (Endavant) i de Valònia (PS), Christen-Democratisch en Vlaams (CD&V) i els ecologistes flamencs i els valons.